# Landschaftsschutzgebiet Medebacher Süden: Talräume und Hangflächen um Berge und Dreislar

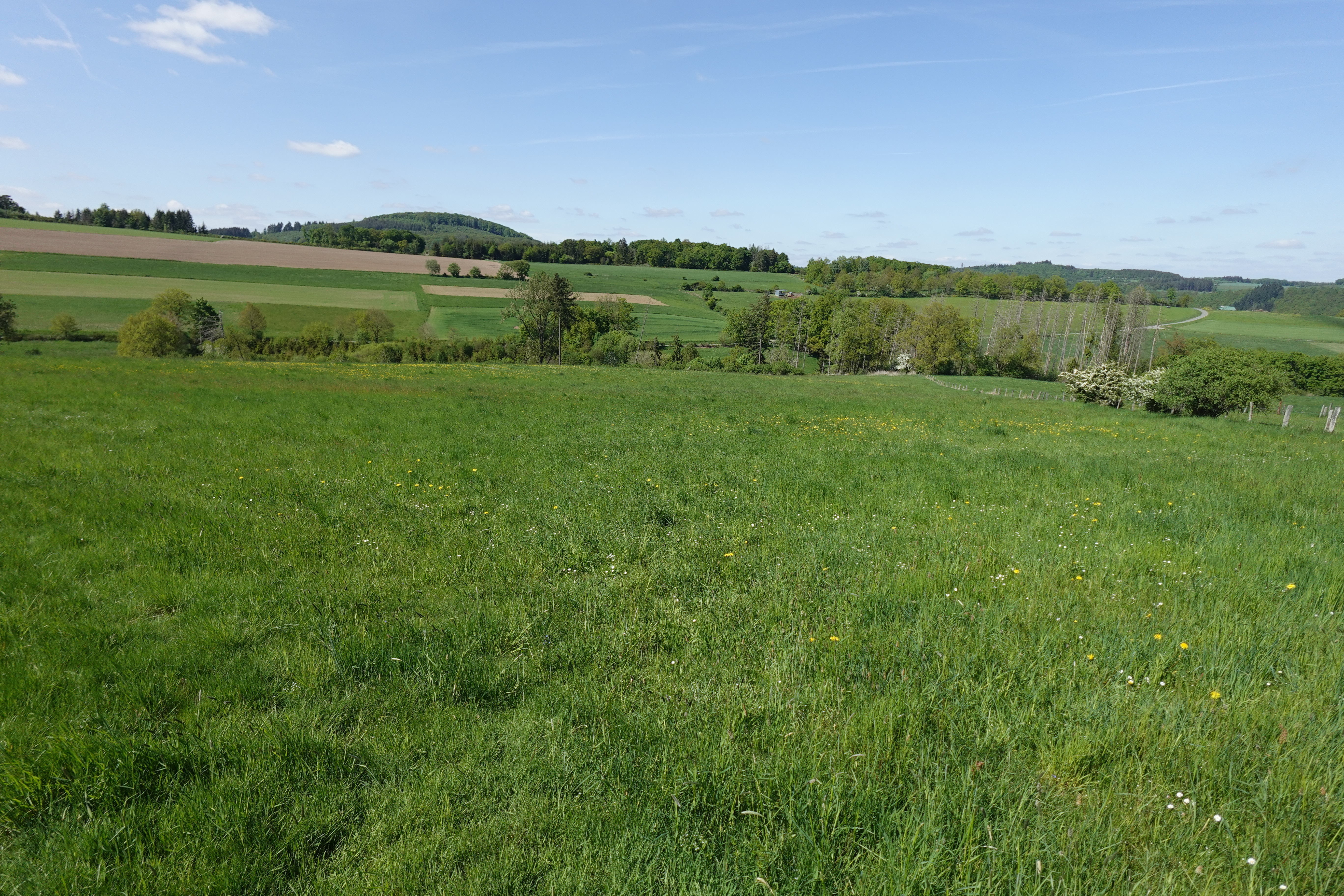
LSG südlich Dreislar

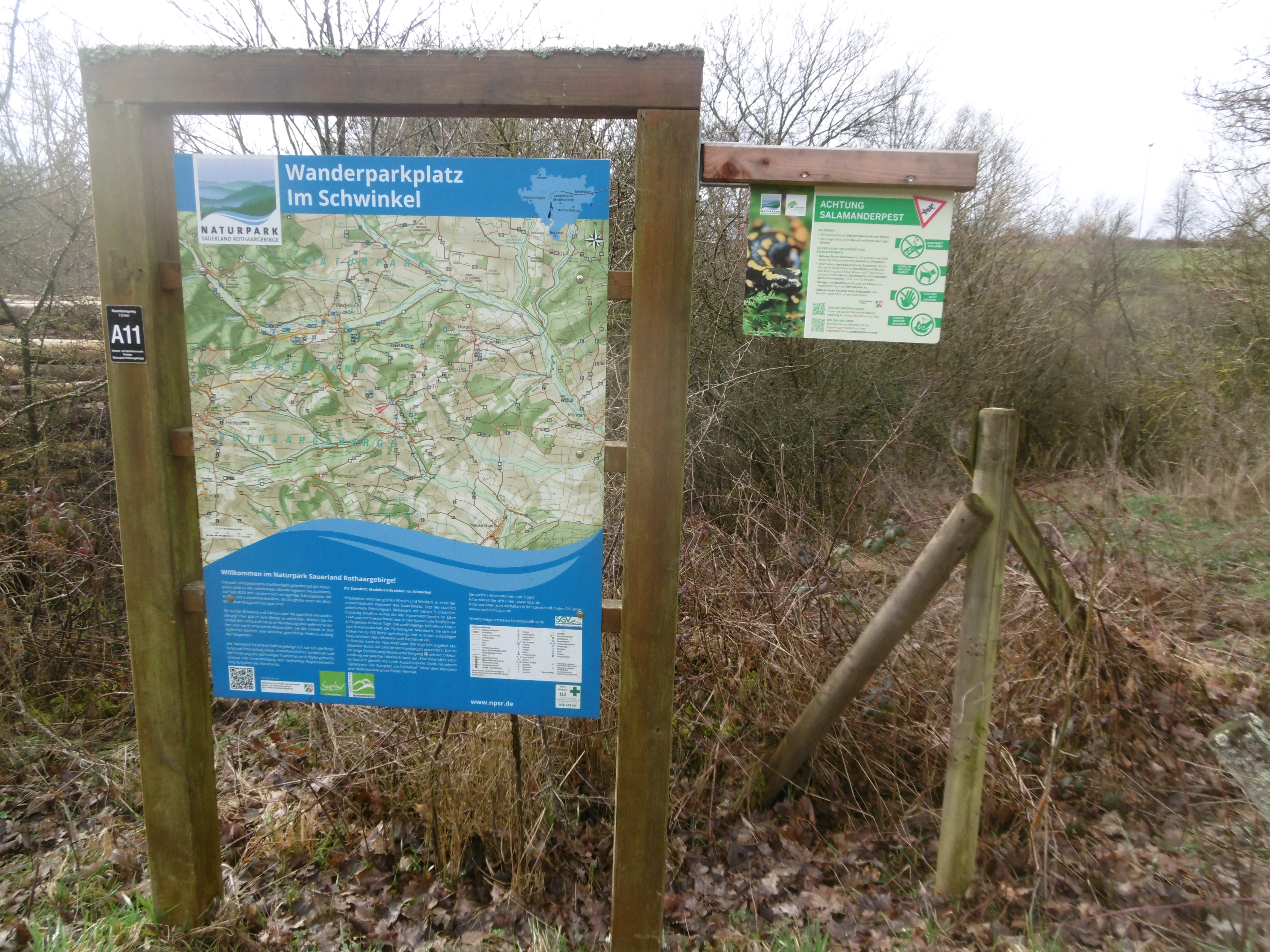
Hinweisschild am Wanderparkplatz Im Schwinkel

Das Landschaftsschutzgebiet Medebacher Süden: Talräume und Hangflächen um Berge und Dreislar mit 665,34 ha Flächengröße liegt im Stadtgebiet von Medebach und im Hochsauerlandkreis. Das Gebiet wurde 2003 mit dem Landschaftsplan Medebach durch den Kreistag des Hochsauerlandkreises als Landschaftsschutzgebiet (LSG) ausgewiesen. Das LSG ist eines von 13 Landschaftsschutzgebieten in der Stadt Medebach. In der Stadt gibt es ein Landschaftsschutzgebiet vom Typ A, Großräumiger Landschaftsschutz bzw. Allgemeiner Landschaftsschutz, neun Landschaftsschutzgebiete vom Typ B, Ortsrandlagen, Landschaftscharakter, und drei Landschaftsschutzgebiete vom Typ C, Wiesentäler und ornithologisch bedeutsames Offenland. Das Landschaftsschutzgebiet Medebacher Süden: Talräume und Hangflächen um Berge und Dreislar wurde als LSG vom Typ C ausgewiesen. Das LSG liegt um Berge (Medebach) und Dreislar. Es geht bis an Siedlungsränder. Es besteht aus zahlreichen Teilflächen. Im Süden grenzt es teils an Hessen. Das LSG gehört zum Europäischen Vogelschutzgebiet Medebacher Bucht und zum Naturpark Sauerland-Rothaargebirge.

## Beschreibung
Im Landschaftsschutzgebiet liegen ausschließlich Grünlandflächen die durch Einzelbäume, Gebüsche, Hecken und eingeschobenen Waldflächen gegliedert werden. Teile der Gehölze sind als Naturdenkmal oder Geschützter Landschaftsbestandteil ausgewiesen worden. Im LSG befinden sich einige Fichtenparzellen, die die landschafts-ästhetischen und -ökologischen Funktion des LSG stören und deshalb im Landschaftsplan zur Entfernung vorgesehen sind.
Insbesondere das Offenland zwischen Berge und Dreislar hat einen vielgestaltigen Charakter. Das Gebiet unterscheidet sich deutlich von der überwiegend ackerbaulich genutzten Senke im angrenzenden Münder Grund in Hessen.
Der Landschaftsplan führt zum LSG aus: „Das Landschaftsschutzgebiet umfasst große Bereiche im Süden Medebachs südlich des Orketales. Gemeinsam mit den Offenland-Naturschutzgebieten sichert das Schutzgebiet die Biotopqualität des Landschaftsraumes insbesondere für Wachtel, Neuntöter und Raubwürger als Leitarten des Vogelschutzgebietes Medebacher Bucht. Weitere gebietstypische Brutvögel einer kleinteiligen Feldflur mit hohen Anteilen extensiv bis mäßig intensiv genutzter Grünlandflächen sind Turteltaube, Wiesenpieper, Dorngrasmücke und Klappergrasmücke.“

## Extensivweidekomplexe am Lückenkopf und am Ginsterkopf
Im LSG liegt das geschützte Biotop BK-4818-0013 mit der Bezeichnung Extensivweidekomplexe am Lückenkopf und am Ginsterkopf mit 6,77 ha Flächengröße. Dabei handelt es sich um einen Extensivweidekomplex in schwach bis mäßig geneigten Lagen am Lückenkopf und am Ginsterkopf. Die Weiden werden durch Einzelsträucher, kleine Gebüsche sowie Heckenstrukturen und am Lückenkopf auch durch ältere Fichten und Lärchen gegliedert. Überwiegend handelt es sich um mäßig artenreiche Magerweiden. Die Magerweiden sind teils krautreich und teils auch um Fettweiden. Am Lückenkopf wurde zusätzlich eine magere, in den Randbereichen gemähte Grünlandbrache mit viel Färber-Ginster ins Biotop einbezogen. Der Landschaftsplan führt zu Wert des Biotops aus: „Die Extensivweiden sind mit ihrem Magergrünland und ihrer strukturellen Vielfalt wertvolle Lebensräume für den Neuntöter sowie für gefährdete Pflanzenarten. Das Gebiet ist ein Trittsteinbiotop für Pflanzen- und Tierarten strukturierter Grünlandkomplexe und Triften in der Medebacher Bucht.“ Im Biotop wachsen Pflanzenarten wie Besenginster, Echtes Johanniskraut, Echtes Labkraut, Färber-Ginster, Gewöhnliches Ferkelkraut, Harzer Labkraut, Kleine Bibernelle, Kleiner Sauerampfer, Kleines Habichtskraut, Magerwiesen-Margerite, Moschus-Malve, Rundblättrige Glockenblume, Salbei-Gamander und Spitz-Wegerich.

## Schutzzweck
Die Ausweisung erfolgte zur Sicherung und Erhaltung der natürlichen Erholungseignung und der Leistungsfähigkeit des Naturhaushaltes gegenüber den vielfältigen zivilisatorischen Ansprüchen an Natur und Landschaft. Schaffung eines leistungsfähigen Umgebungsschutzes (ökologische Pufferzone) für die strenger geschützten Teile der Stadt Medebach, auch und insbesondere für die Natura-2000-Flächen im Sinne der Fauna-Flora-Habitat-Richtlinie und der Vogelschutzrichtlinie. Die Schutzausweisung als LSG-Typ C umfasst Grünlandflächen mit herausragender Bedeutung für den Vogelschutz und auch floristisch erhaltungsbedürftige Flächen. Diese Flächen gehören zu den Kernräumen des europäischen Vogelschutzgebietes „Medebacher Bucht“.

## Rechtliche Vorschriften
Wie in den anderen Landschaftsschutzgebieten im Stadtgebiet besteht im LSG ein Verbot, Bauwerke zu errichten. Vom Verbot ausgenommen sind Bauvorhaben für Gartenbaubetriebe, Land- und Forstwirtschaft. Die Untere Naturschutzbehörde kann Ausnahmegenehmigungen für Bauten aller Art erteilen. Wie in den anderen Landschaftsschutzgebieten vom Typ B in Medebach besteht im LSG ein Verbot der Erstaufforstung und Weihnachtsbaum-, Schmuckreisig- und Baumschul-Kulturen anzulegen. Grünland und Grünlandbrachen dürfen nicht in Acker oder andere Nutzungen umgewandelt werden. Es besteht das Gebot, das LSG durch landwirtschaftliche Nutzung oder geeignete Pflegemaßnahmen von Bewaldung frei zu halten. Ferner besteht das Gebot, Brachflächen sektoral im Turnus von drei Jahren zu mähen, um eine Verbuschung zu verhindern. Die Mahd der Brachflächen darf nicht vor dem 1. August durchgeführt werden und das Mähgut muss abgefahren werden.